# Gare de Colombes
Gare de Colombes vasútállomás Franciaországban, Colombes településen.

## Vasútvonalak
Az állomást az alábbi vasútvonalak érintik:
- Párizs St-Lazare–Ermont-Eaubonne-vasútvonal

## Kapcsolódó állomások
A vasútállomáshoz az alábbi állomások vannak a legközelebb:
- Gare du Stade (Gare d’Ermont - Eaubonne, Gare de Vernon, Gare de Gisors, Transilien J vonal)
- Gare de Bois-Colombes (Paris Gare Saint-Lazare, Transilien J vonal)